# 연풍중학교
연풍중학교(延豊中學校)는 대한민국 충청북도 괴산군 연풍면 행촌리에 있는 공립 중학교이다.

## 학교 연혁
- 1954년 5월 24일 : 연풍중학교 설립인가(3학급)
- 1954년 10월 21일 : 연풍중학교 개교
- 1957년 3월 6일 : 제1회 졸업식(55명)
- 2006년 10월 25일 : 급식소 및 도서관 준공
- 2014년 1월 10일 : 탁구, 당구, 골프, 바둑교실 구축
- 2022년 9월 1일 : 제36대 전병성 교장 부임
- 2024년 1월 4일 : 제68회 졸업식(3명, 총인원 5,009명)
- 2024년 3월 4일 : 2024학년도 입학식(4명)

## 참고 자료
- 연풍중학교 - 한국교육학술정보원 학교알리미